# لئو مول
لئونید مولودوژانین، معروف به لئو مول، (زاده ۱۵ ژانویه ۱۹۱۵ – درگذشته ۴ ژوئیه ۲۰۰۹) هنرمند نقاش و مجسمه‌ساز و شیشه‌گر اوکراینی کانادایی بود.

## زندگی‌نامه
لئونید مولودوژانین در پولونهٔ امپراتوری روسیه (اوکراین کنونی) به دنیا آمد. مول هنر سرامیک را در کارگاه سفالگری پدرش فرا گرفت و از سال ۱۹۳۶ تا ۱۹۴۰ در آکادمی امپریال هنر به مطالعه و یادگیری مجسمه‌سازی پرداخت.
بعد از تهاجم آلمان به اتحاد جماهیر شوروی، مول به آلمان تبعید شد و در آنجا تحت تأثیر آرنو برکر، مجسمه‌ساز آلمانی قرار گرفت. وی در سال ۱۹۴۵م. به لاهه نقل مکان کرد و در دسامبر ۱۹۴۸، او و همسرش، مارگارت (که در سال ۱۹۴۳ با هم ازدواج کردند)، به وینیپگ، منیتوبا در کانادا مهاجرت کردند. او در سال ۱۹۴۹ میلادی اولین نمایشگاه از آثار سرامیکی‌اش را در وینیپگ به نمایش گذاشت.
مول به خاطر مجسمه‌هایش در مورد رقصندگان اسکوئر، اسکی بازان، بومیان و حیات وحش شهرت داشت. او همچنین بیش از ۸۰ ویترای روی شیشه رنگی  را در  کلیسای وینیپیگ تکمیل کرد.
بالغ بر سیصد اثر از مول در باغ مجسمه لئو مول به مساحت ۱٫۲ هکتار در پارک آسینیبوئین وینیپگ به نمایش گذاشته شده‌است که مجموعه شامل یک گالری، یک کارگاه بازسازی شده و یک نمایشگاه خارجی است. این باغ در ۱۹ ژوئن ۱۹۹۲ میلادی رونمایی شد و از آن موقع تاکنون دو بار توسعه و گسترش یافته‌است. این توسط کمک‌های مالی خصوصی پشتیبانی می‌شود و خود مول شخصاً دویست مجسمه برنزی را به شهر وینیپگ اهدا کرد. این مجسمه‌ها شامل افراد معروف و مذهبی، فیگورهای انسانی و حیات وحش است.
مول در چهارم ژوئیه ۲۰۰۹ میلادی در سن ۹۴ سالگی در بیمارستان سنت بانیفیس، وینیپگ، منیتوبا درگذشت.

## برخی از آثار

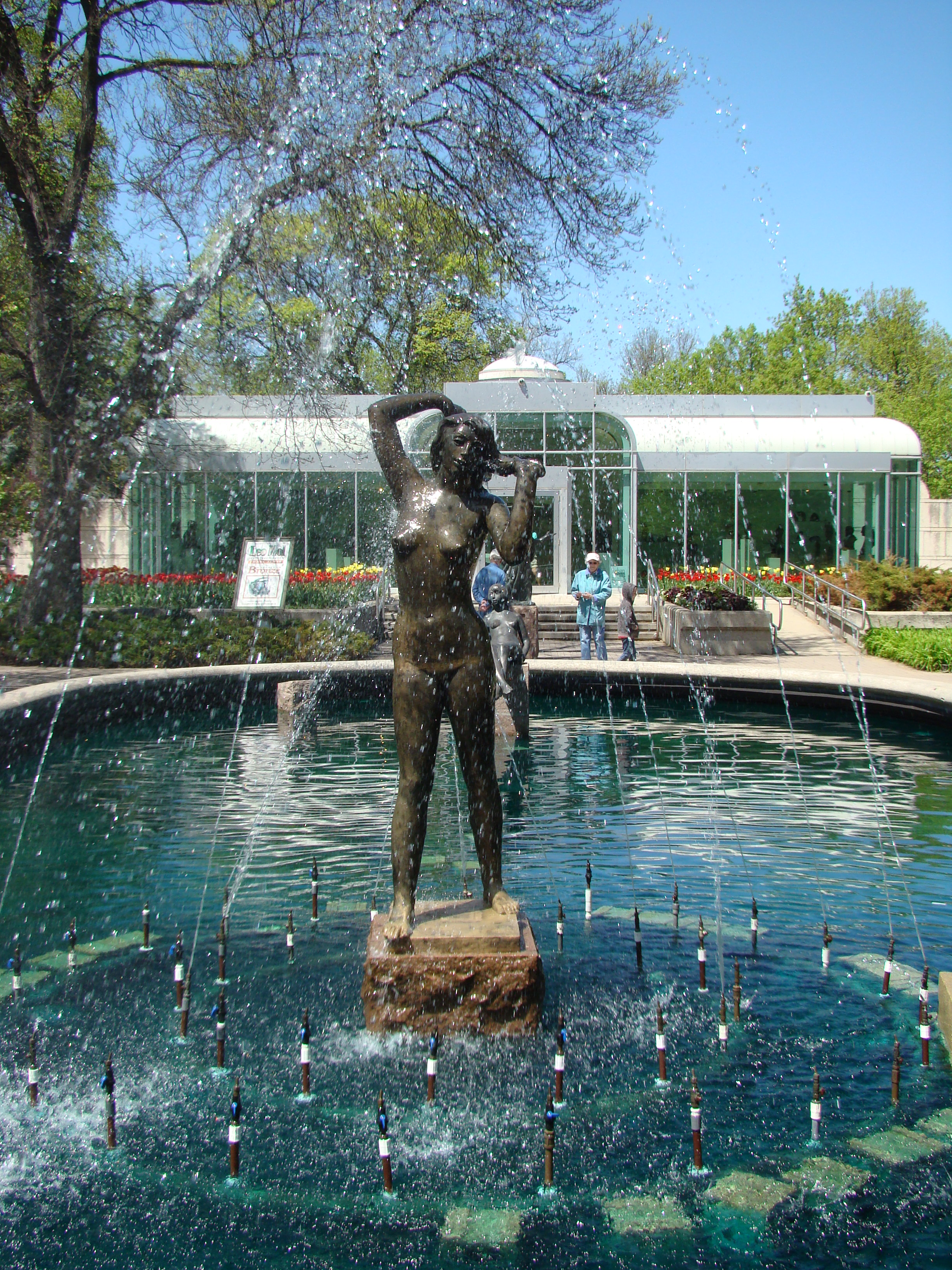
مجسمه از لئو مول در پارک آسینیبوئین وینیپگ
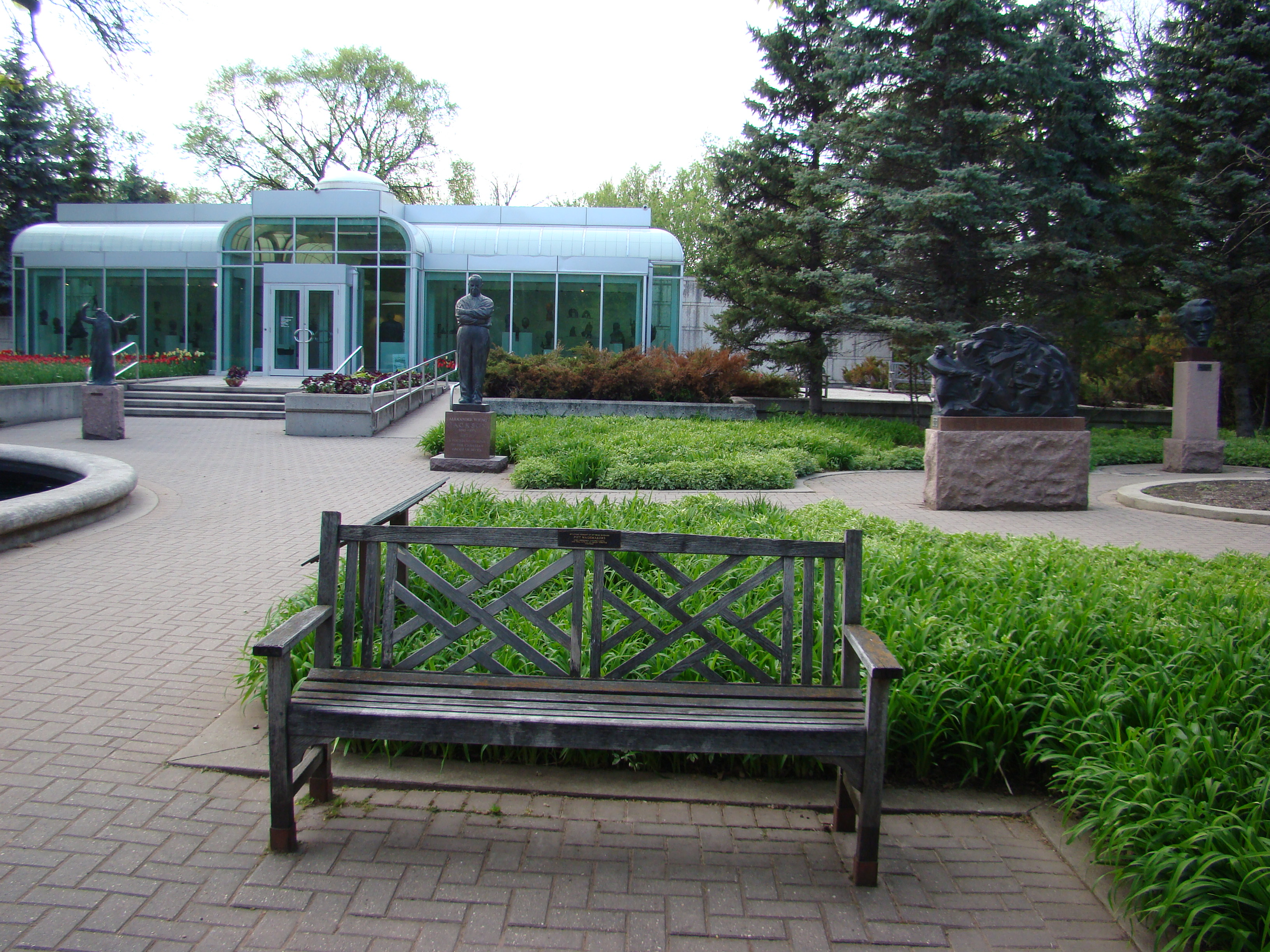
مجسمه از لئو مول در پارک آسینیبوئین وینیپگ
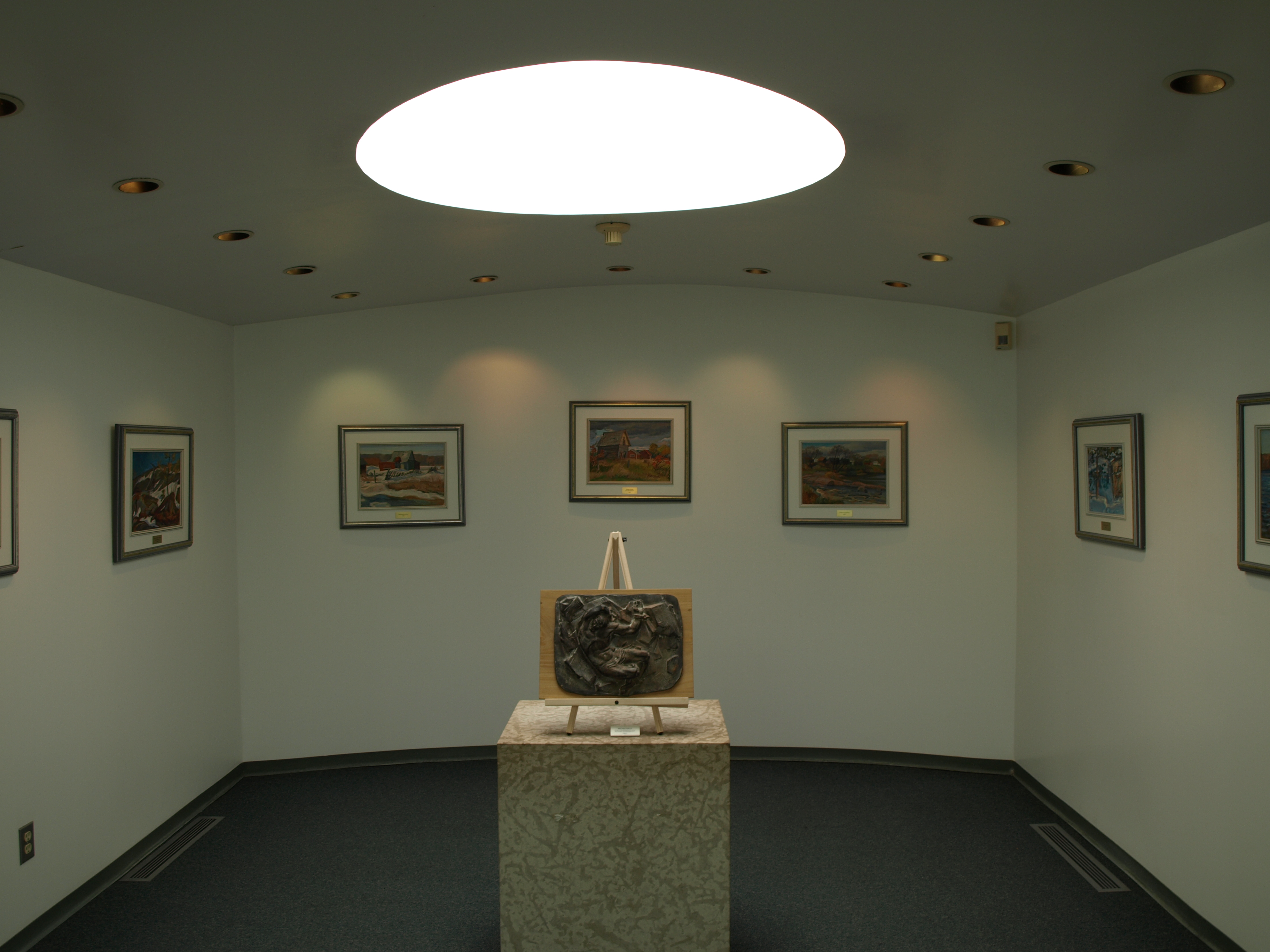
مجسمه از لئو مول در پارک آسینیبوئین وینیپگ
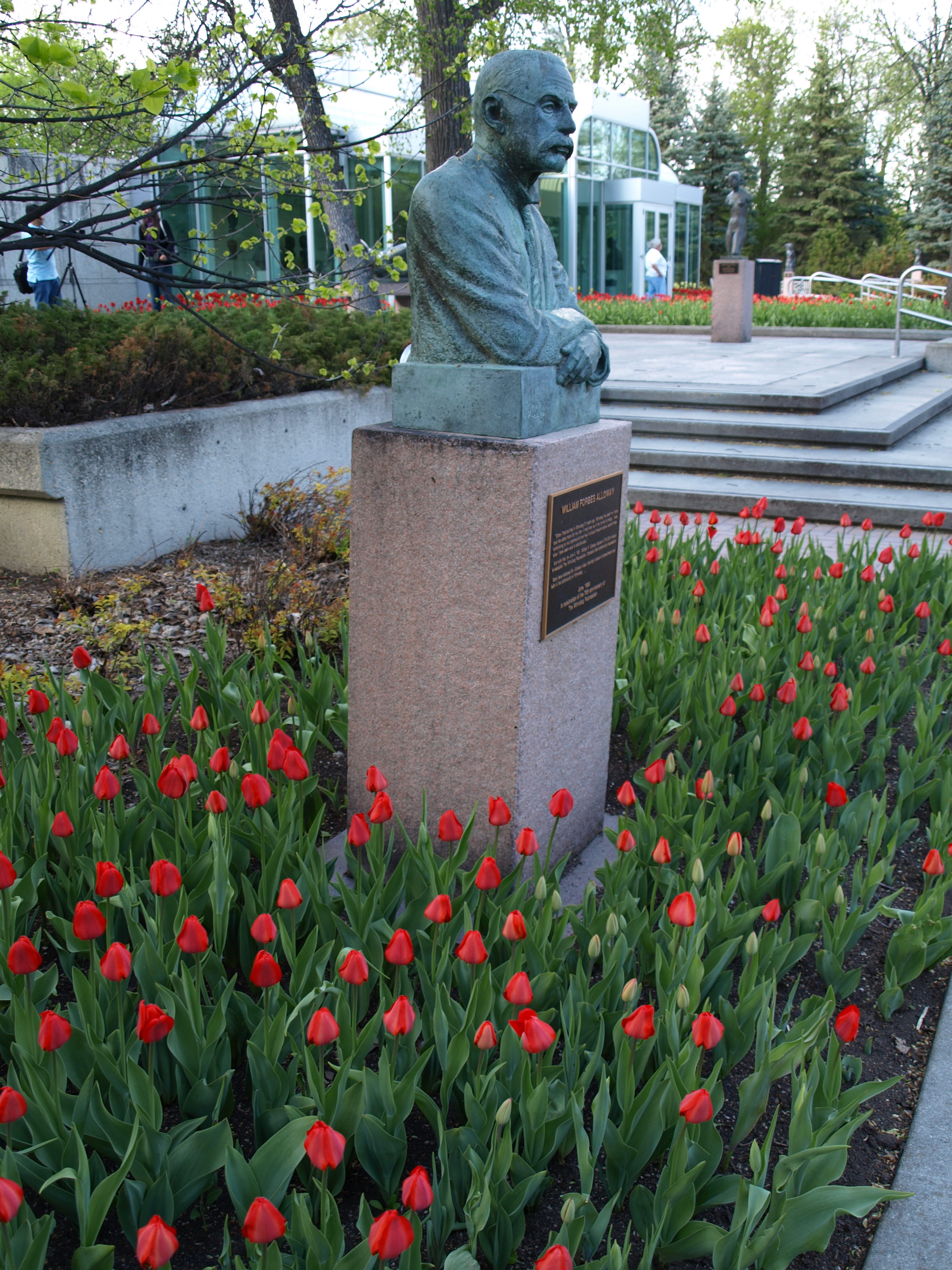
مجسمه نیم تنه ویلیام فوربس آلووی، مجسمه از لئو مول در پارک آسینیبوئین وینیپگ
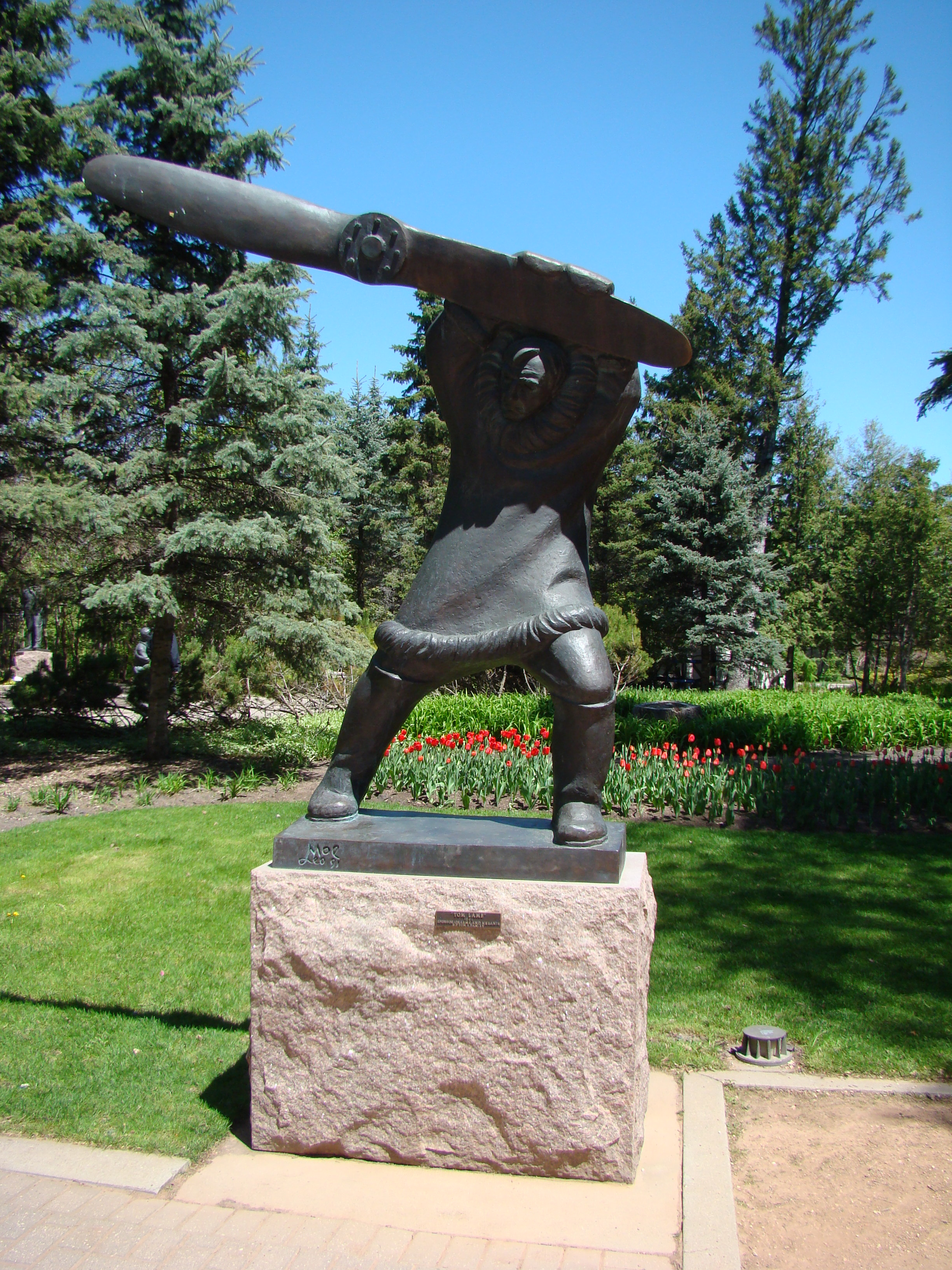
مجسمه از لئو مول در پارک آسینیبوئین وینیپگ
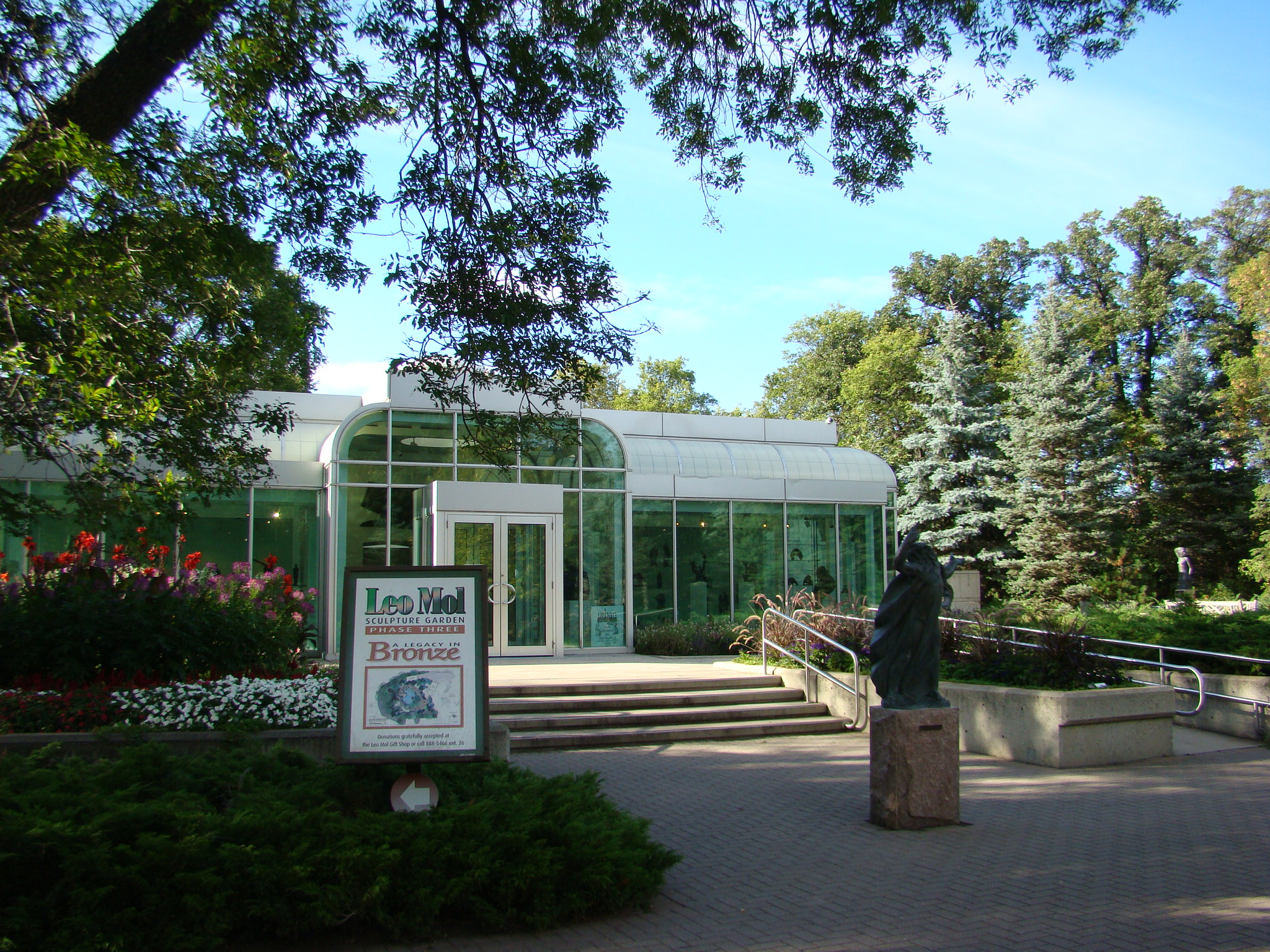
مجسمه از لئو مول در پارک آسینیبوئین وینیپگ
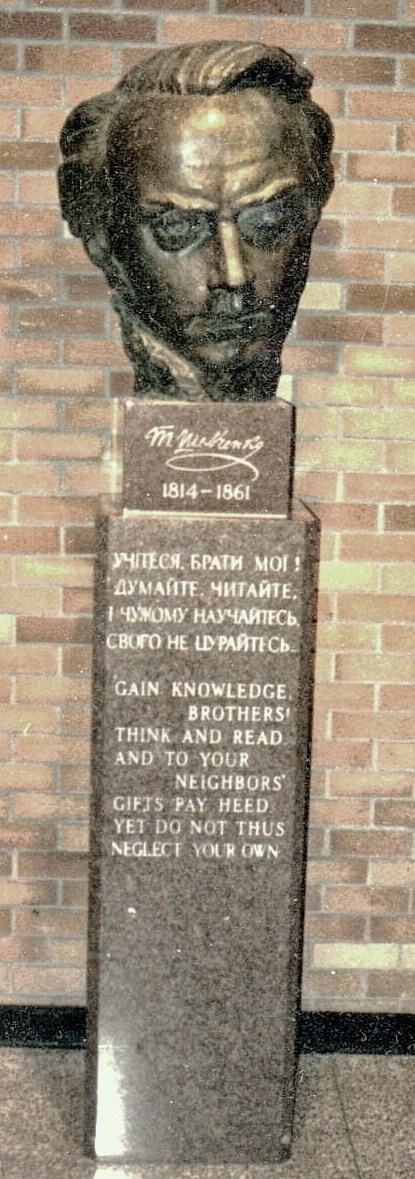
مجسمه از لئو مول در پارک آسینیبوئین وینیپگ
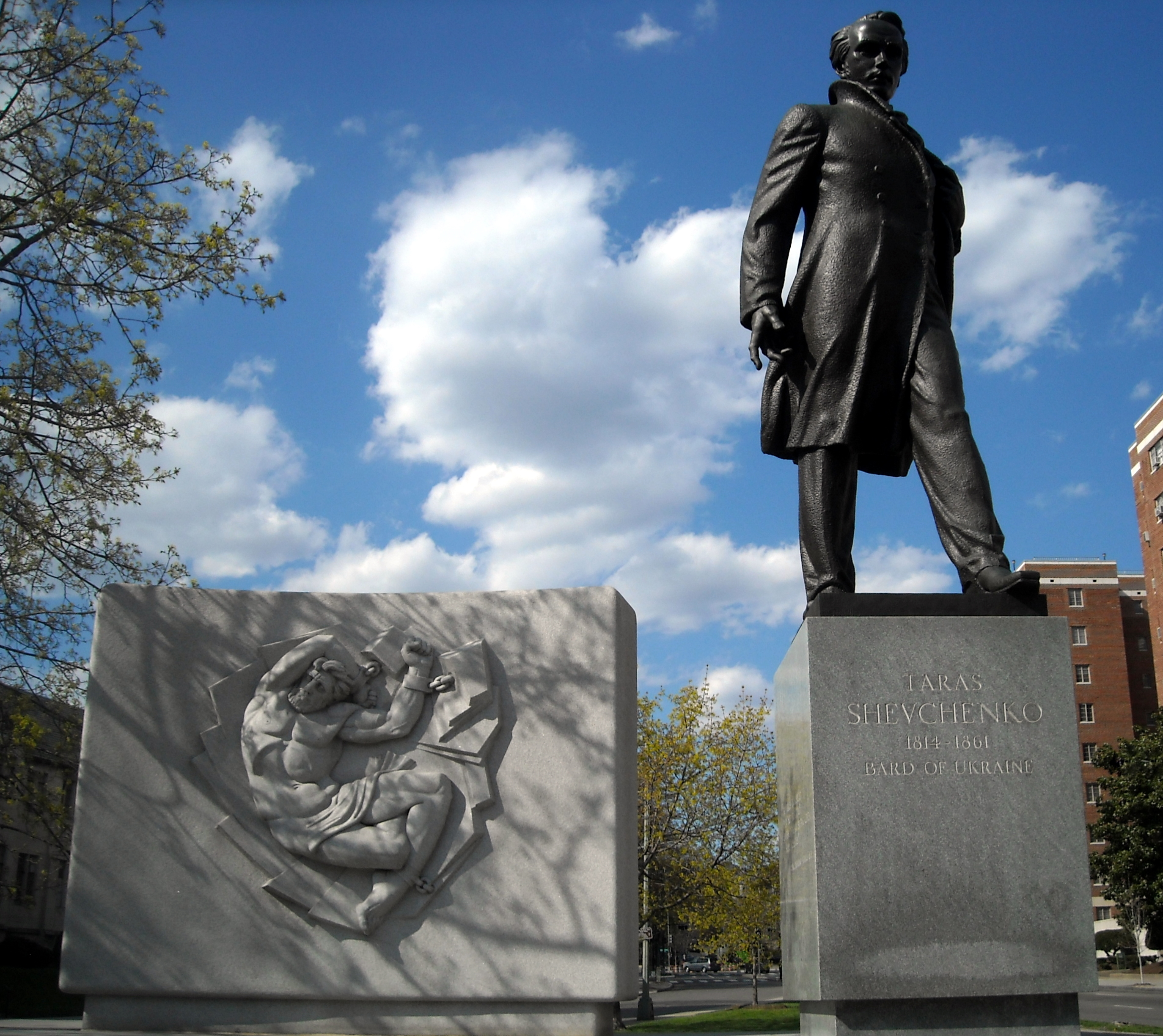
یادبود تاراس شوچنکو در واشنگتن دی سی
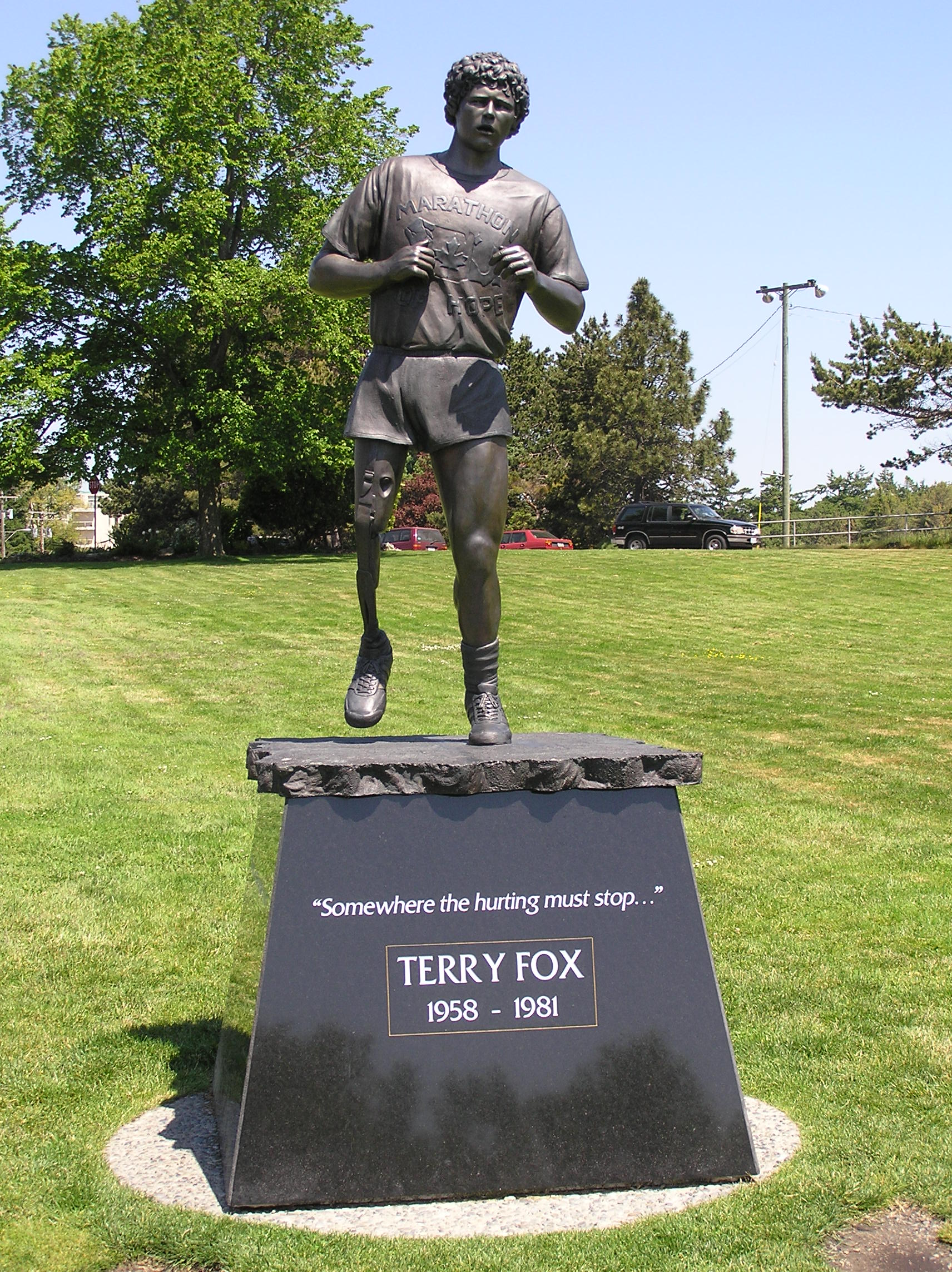
مجسمه لئو مول از تری فاکس در پارک بیکن هیل ، ویکتوریا، بریتیش کلمبیا با حکاکی "در جایی که صدمه باید متوقف شود..."
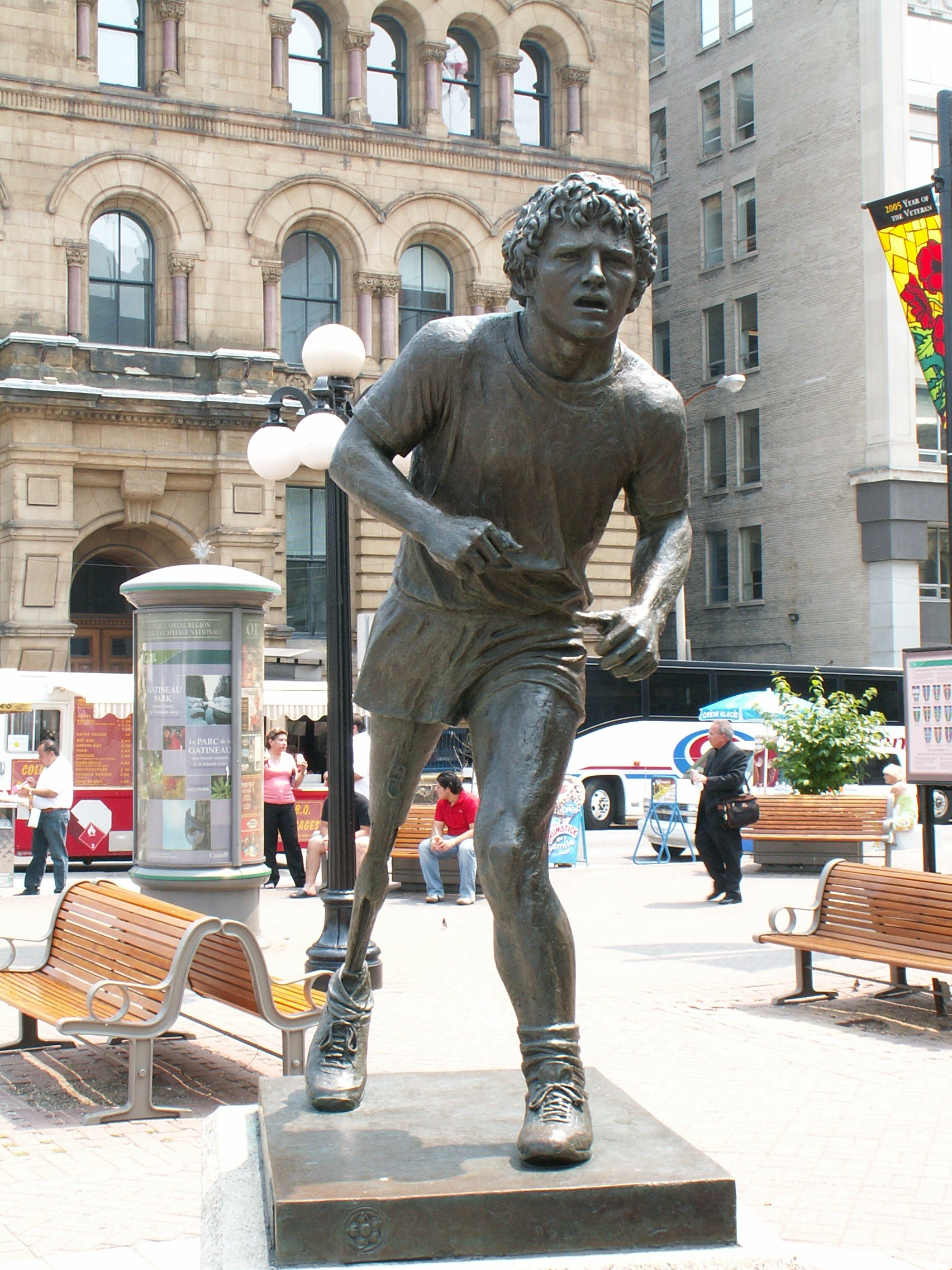
مجسمه لئو مول از تری فاکس در اتاوا
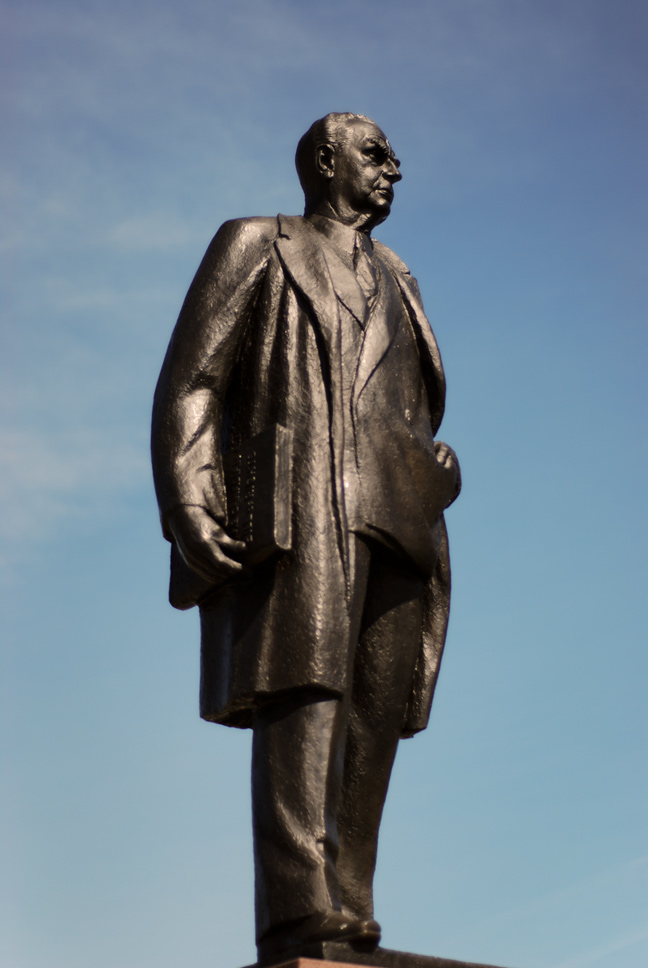
مجسمه لئو مول جان دیفن بیکر در پارلمان هیل ، اتاوا کانادا . او با پوشیدن پالتو روی کت و شلوار به تصویر کشیده شده‌است و منشور حقوق بشر را زیر بغل دارد.
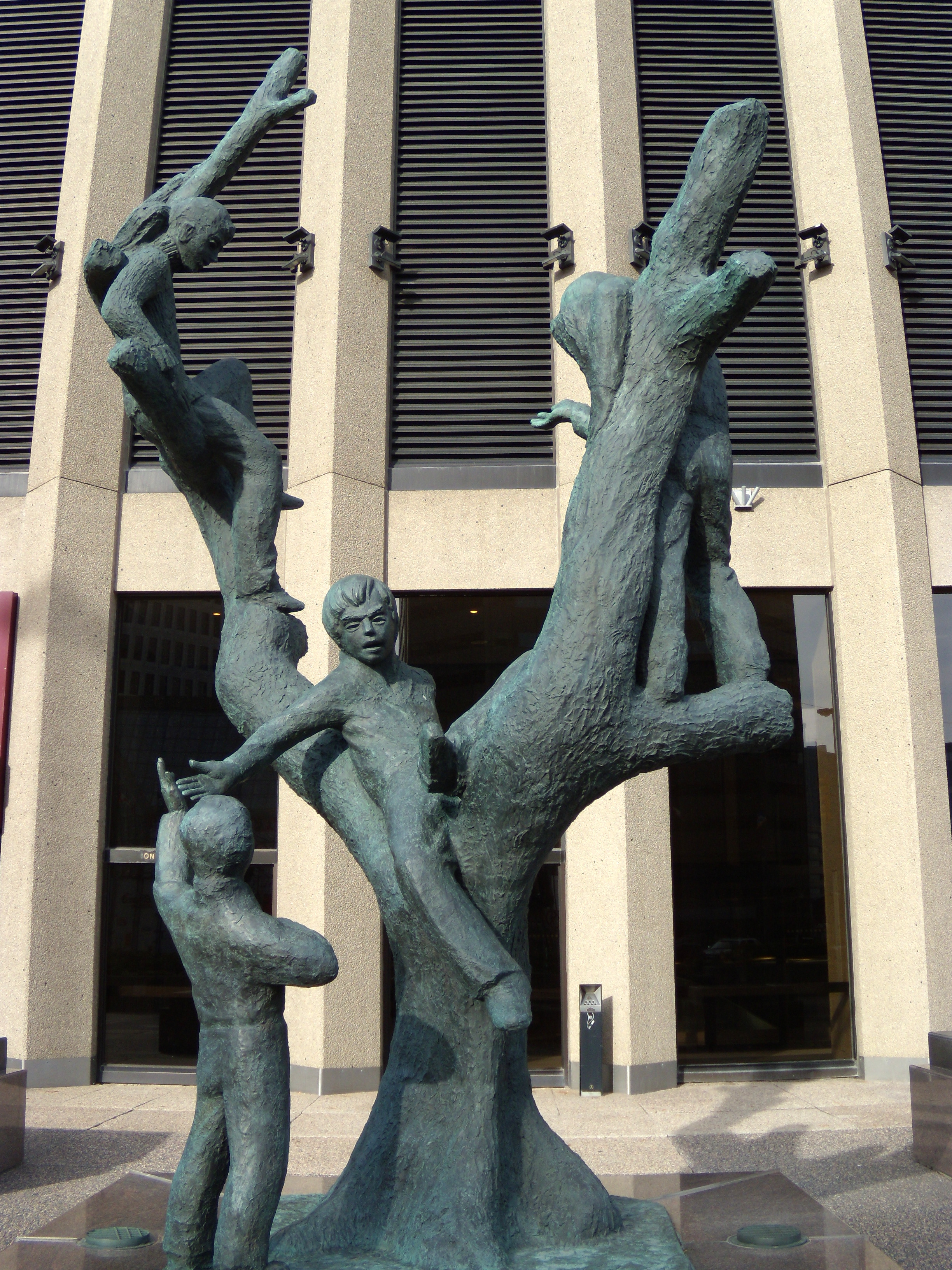
مجسمه کودکان روی درختی در وینیپگ، مانیتوبا
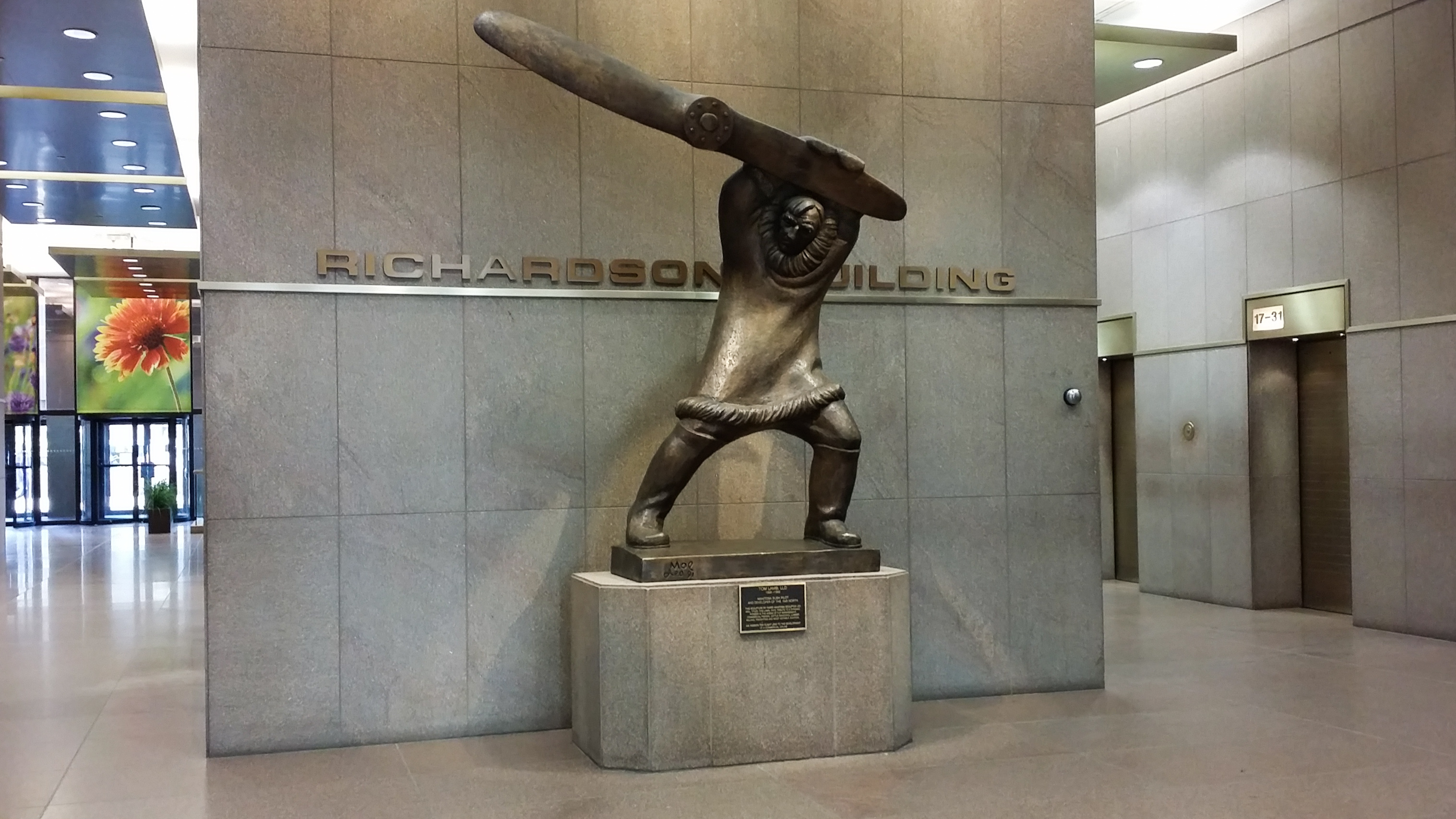
تام لمب، ال ال دی در لابی ساختمان ریچاردسون در وینیپگ، مانیتوبا

در سال ۲۰۰۲، مجسمه برنزی به یاد ماندنی او به نام لامبرجک (۱۹۹۰)، که در حال حاضر در پارک آسینبوین قرار دارد، بر روی تمبر پستی ۴۸ دلاری در کانادا در مجموعه مجسمه‌سازان نمایش داده شد. مجسمه برنزی کوچک مول از چوب بران (۱۹۷۸) الهام بخش او برای این مجسمه برنزی به یاد ماندنی بود.
مول از هنرمندان پرکار به حساب می‌آید و سه نمونه معروف از مجسمه‌های او شامل شمایلی از سه پاپ در واتیکان است. وی همچنین مجسمه تاراس شوچنکو، تصویرگر و نقاش اوکراینی را در ردیف سفارت واشینگتن به نمایش گذاشته‌است.

## افتخارات
در سال ۱۹۸۹ میلادی درجه افسری کانادا به او منصوب شد و همچنین در سال ۲۰۰۰ میلادی نشان منیتوبا به وی اعطا شد. او عضو آکادمی سلطنتی هنر کانادا نیز می‌باشد.
او مدارک افتخاری از دانشگاه‌های وینیپیگ، آلبرتا و منیتوبا دریافت کرده‌است.
مول همچنین به عنوان آکادمیسین افتخاری در آکادمی پرتره کانادا (هون، سی پی ای) در سال ۲۰۰۰ است.
مقاله‌های لئو مول در آرشیو و مجموعه‌های ویژه در دانشگاه مانیتوبا نگهداری می‌شود.